# 15042 Anndavgui
15042 Anndavgui è un asteroide della fascia principale. Scoperto nel 1998, presenta un'orbita caratterizzata da un semiasse maggiore pari a 3,1138360 UA e da un'eccentricità di 0,3163838, inclinata di 16,93089° rispetto all'eclittica.